# Rhysothorax rufinus
Rhysothorax rufinus is een keversoort uit de familie bladsprietkevers (Scarabaeidae). De wetenschappelijke naam van de soort is voor het eerst geldig gepubliceerd in 1977 door Silfverberg.